# 太平邨

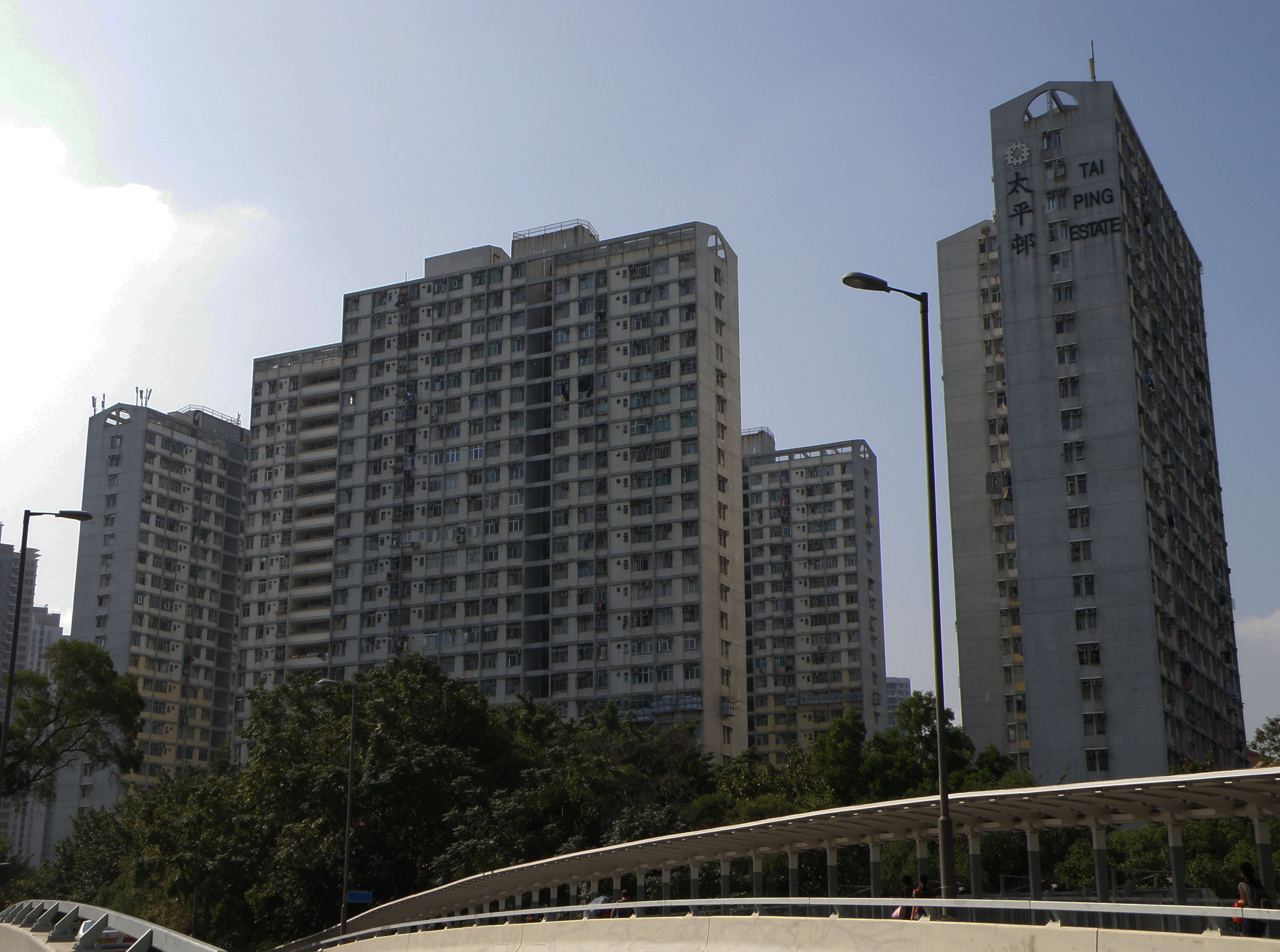
太平邨全貌

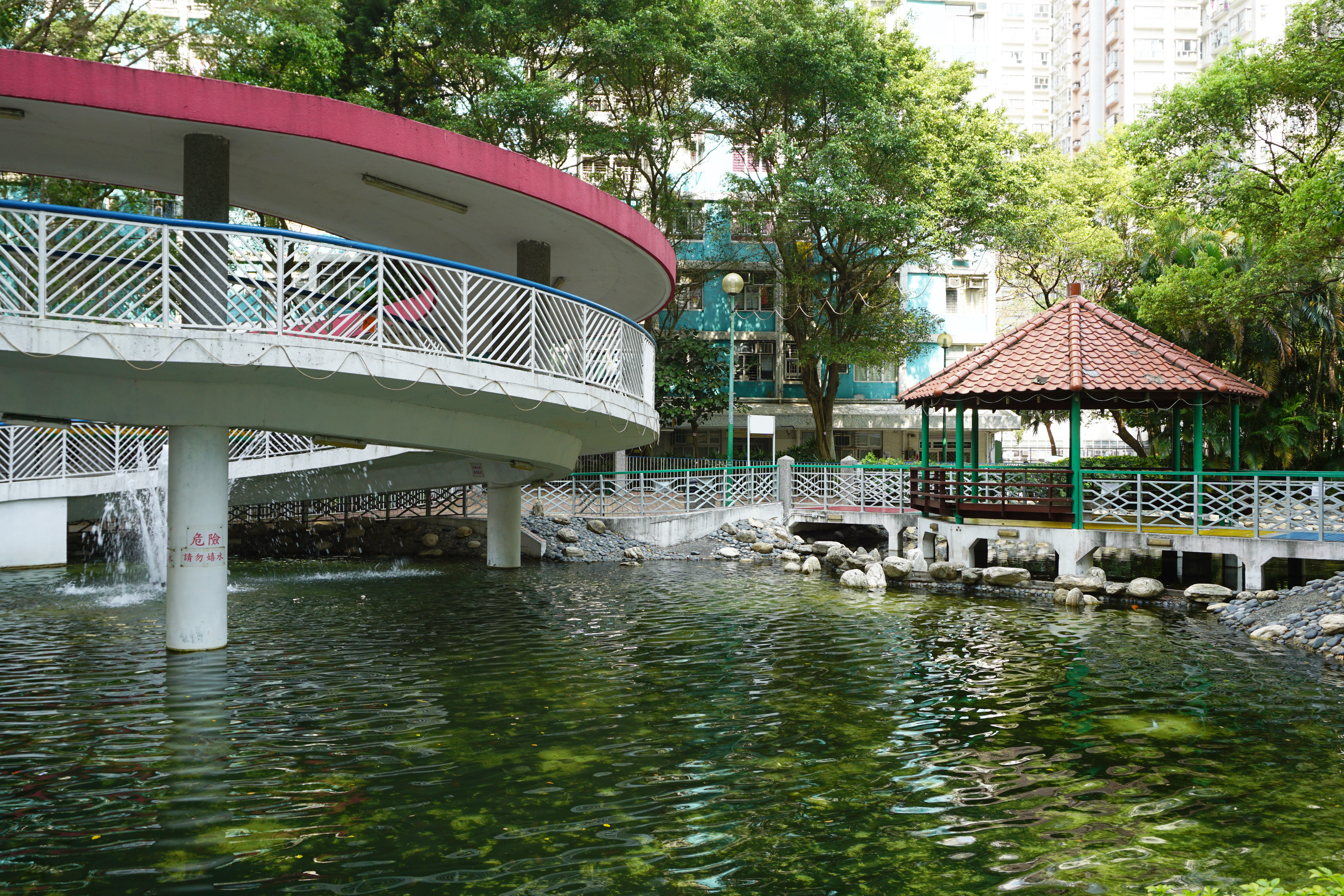
水池

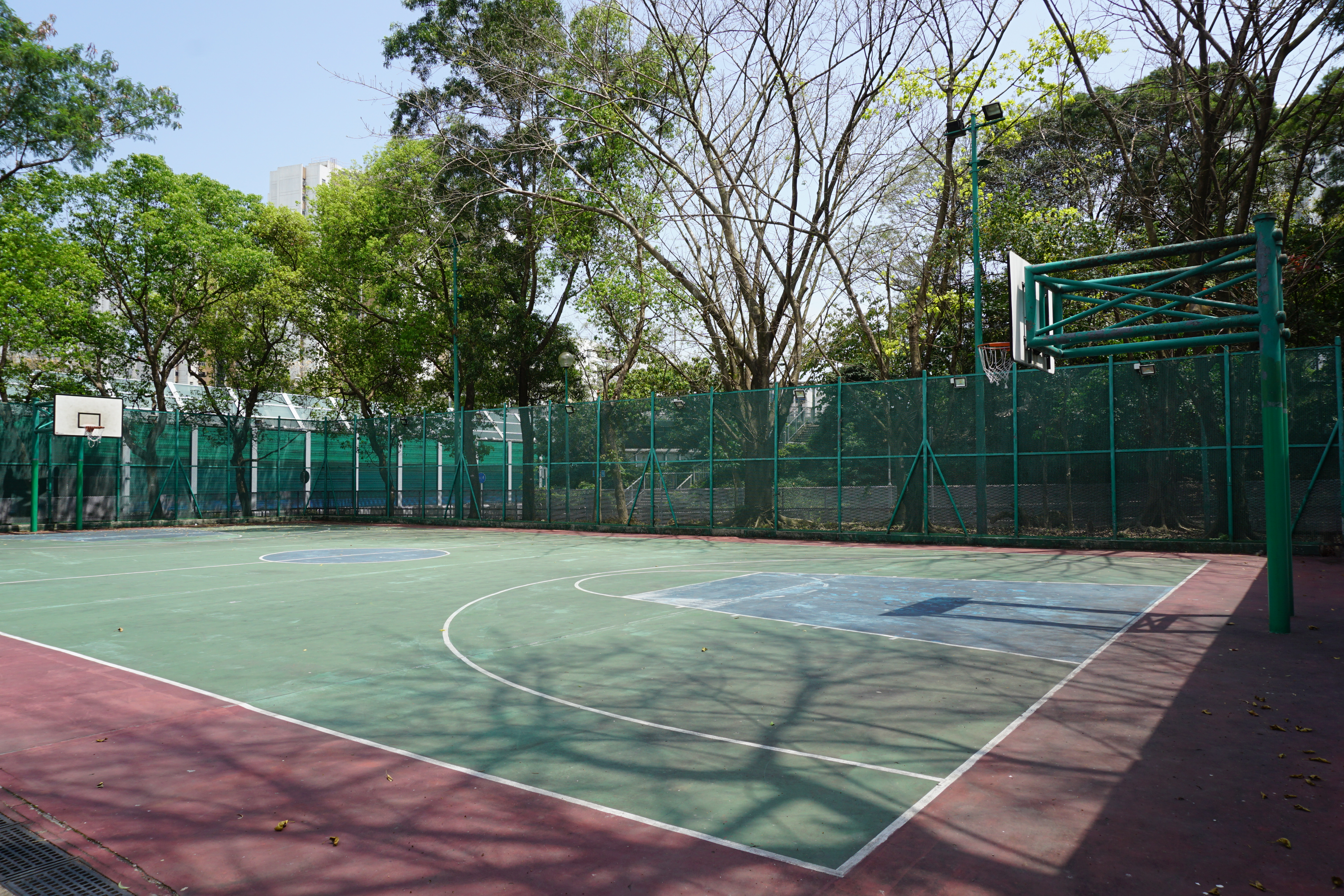
籃球場

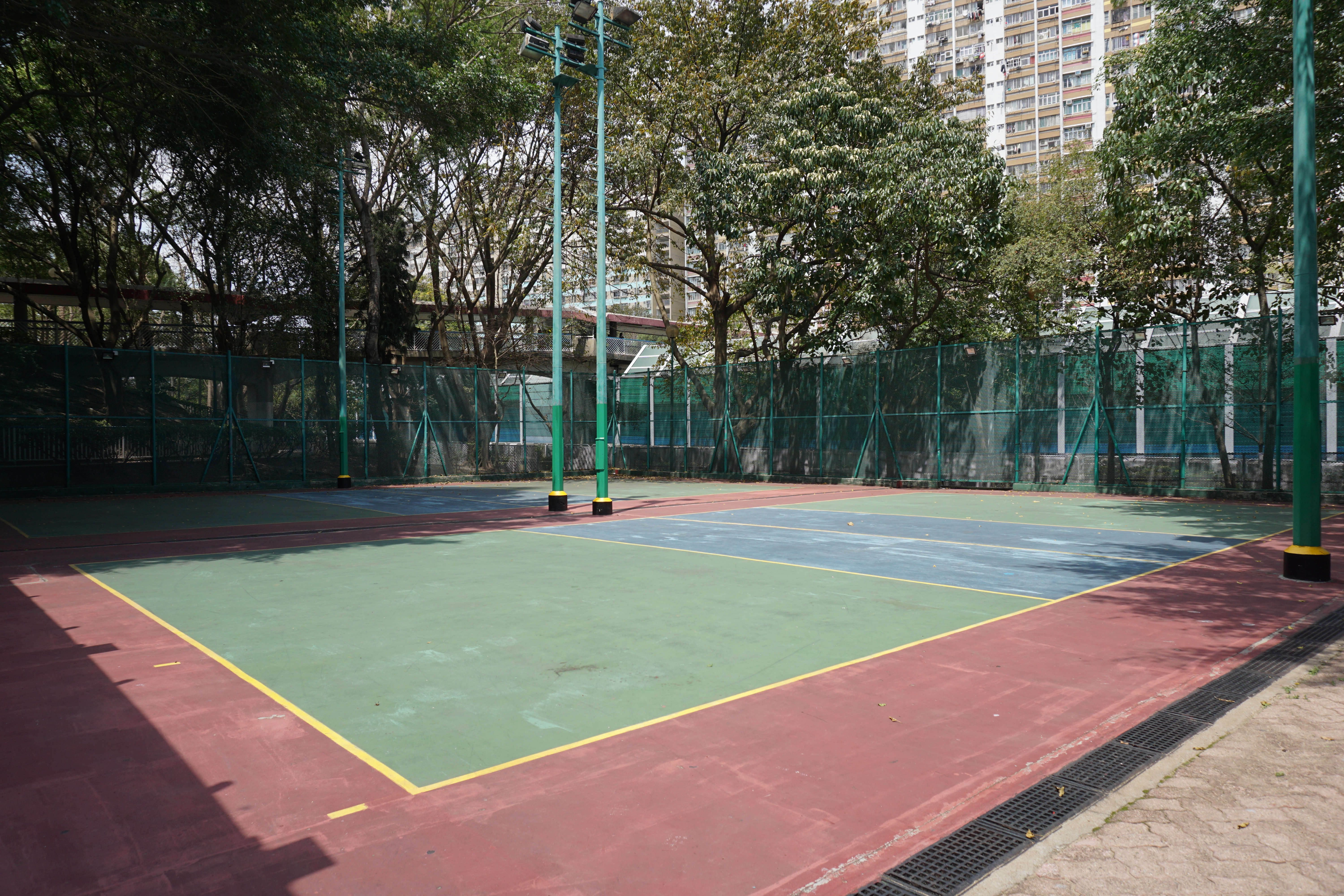
排球場

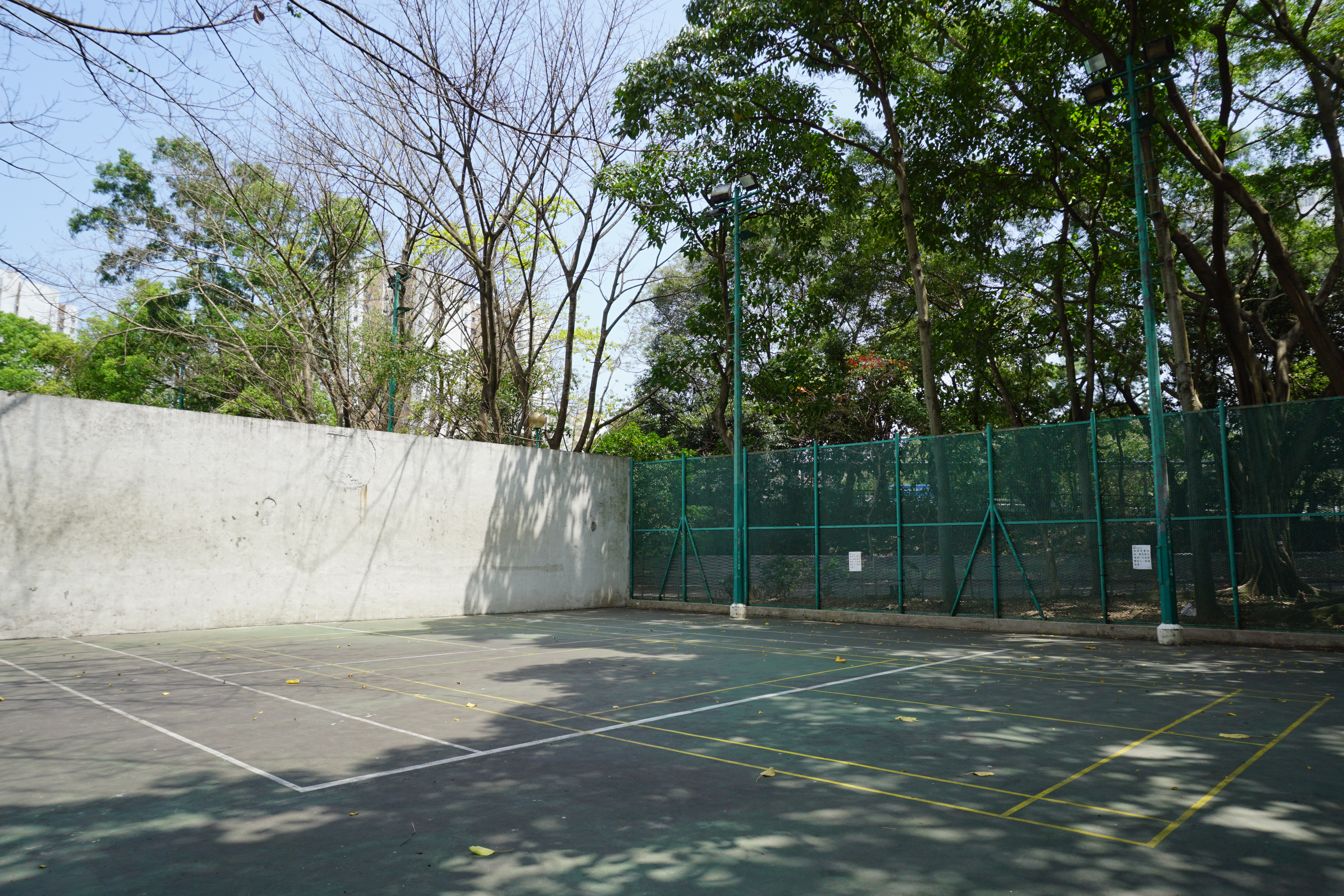
網球練習及羽毛球場

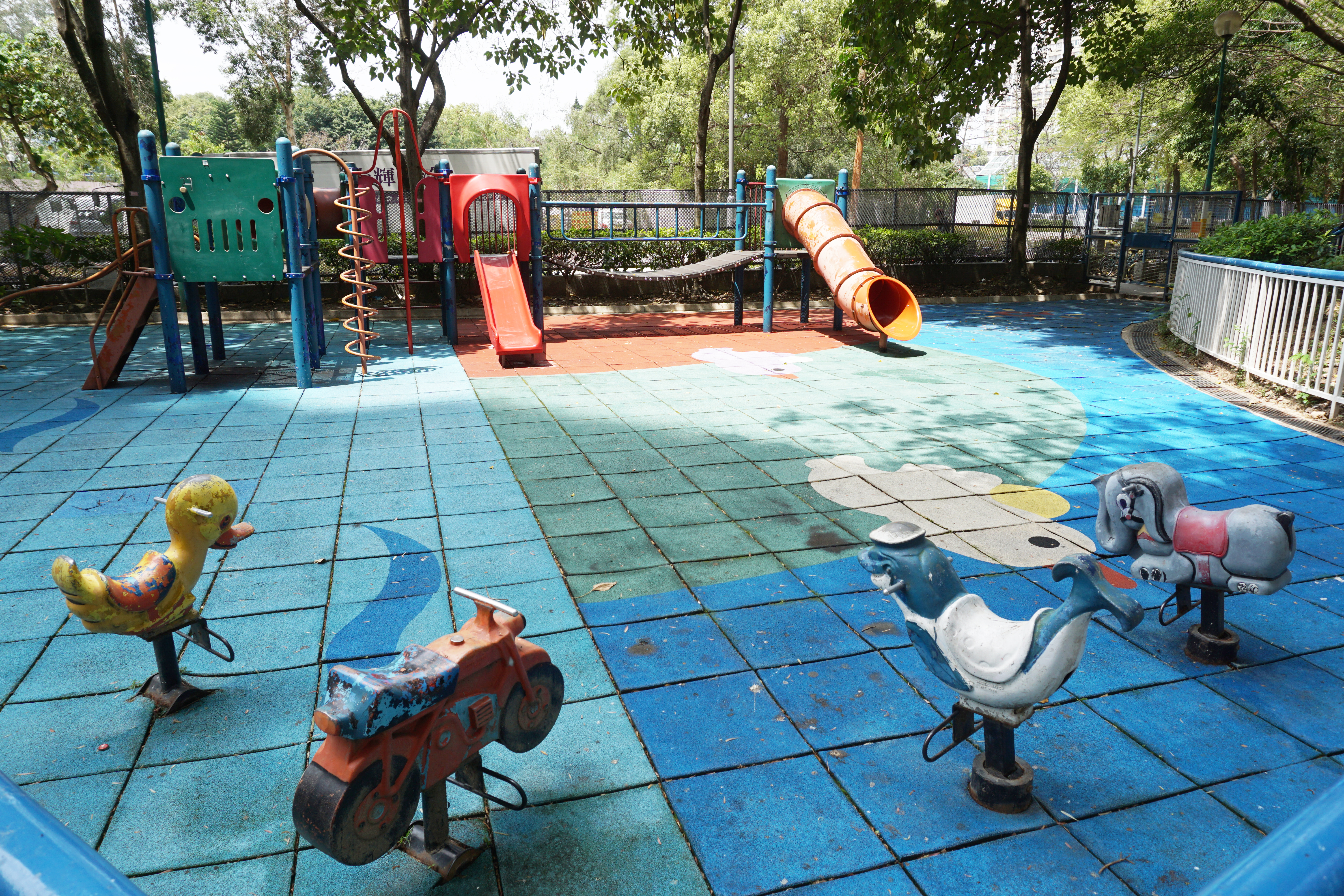
兒童遊樂場

太平邨（英語：Tai Ping Estate）是香港的一個公共屋邨，位於香港新界北區上水保平路8號，鄰近北區醫院，於1989年入伙，由香港房屋委員會負責屋邨管理，現時外判予佳定集團負責屋邨管理，現已成立業主立案法團。為租者置其屋計劃（第五期）的其中一個出售公屋，於2002年1月起讓屋邨居民購買現時租住的單位。此外，太平邨亦是新界北唯一一個採用相連長型大廈的公共屋邨。

## 命名
1984年，中國和英國共同發表中英聯合聲明，確定當時仍為英國殖民地的香港將於1997年7月1日回歸中國管治。從1984年到1989年太平邨落成，香港先後經歷1987年香港股災、1989年六四事件及其後引發的香港移民潮等動蕩，社會對回歸前景感到焦慮不安，而新建屋邨又位處鄰近內地的上水，故取名「太平」，既能呼應同區較早開發的天平邨之名，也表達出社會對回歸能和平過渡、香港能延續太平盛世的願景。一些評論認為此名能夠反映出時代心聲。

## 歷史
太平邨前身為大埔公路粉嶺段（後改建成粉嶺公路上水段）與吳屋村之間的寮屋地及荒地，其西面則是皇家警察少年訓練學校的天祥營。1970年代末，政府開發粉嶺／上水新市鎮，並率先發展大埔公路北面的彩園邨。至1980年代中期，政府開始發展上水南地段，收回天祥營以東的土地，交由香港房屋委員會建設公共屋邨，並命名為「太平邨」，於1989年落成入伙，同時預留巴士總站北面土地作護養院之用。
1990年，皇家警察少年訓練學校結束營運，天祥營清拆，至1995年交由醫院管理局和建築署合作於天祥營舊址興建北區醫院。
1998年，北區醫院和佛教李莊月明護養院先後落成，並與太平邨共用太平巴士總站。
2002年，香港房屋委員會將太平邨加入租者置其屋計劃（第五期），部份單位可出售予當時租住該等單位的住戶。
由於太平邨距離港鐵上水站較遠，屋邨內亦沒有購物商場，故近年區內水貨活動問題對太平邨幾乎沒有影響。
截至2020年中，太平邨已出售單位比率為約90%，屬全港租置屋邨的第三高。

## 屋邨資料

### 樓宇
| 樓宇名稱      | 樓宇類型       | 落成年份 | 層數 | 每層伙數               | 單位總數（伙） | 建築師       | 承建商     | 提供的升降機的廠商 |
| ------------- | -------------- | -------- | ---- | ---------------------- | -------------- | ------------ | ---------- | ------------------ |
| 治樓（A座）   | 相連長型第一型 | 1989年   | 27   | 14（2-26樓） 8（27樓） | 1,429          | 房屋署建築師 | 朱祥興建築 | 英國通用電氣-捷運  |
| 平靜樓（B座） | 相連長型第一型 | 1989年   | 27   | 14（2-26樓） 8（27樓） | 1,429          | 房屋署建築師 | 朱祥興建築 | 英國通用電氣-捷運  |
| 平熙樓（C座） | 相連長型第一型 | 1989年   | 27   | 14（2-26樓） 8（27樓） | 1,429          | 房屋署建築師 | 朱祥興建築 | 英國通用電氣-捷運  |
| 平易樓（D座） | 相連長型第一型 | 1989年   | 27   | 14（2-26樓） 8（27樓） | 1,429          | 房屋署建築師 | 朱祥興建築 | 英國通用電氣-捷運  |

### 設施
與區內其他屋邨相比，太平邨規模較小，並沒有屋邨購物商場。平熙樓地鋪曾經有一間百佳超級市場和一間私家診所已結業。現時有一間7-Eleven便利店和一間學勤教育，另外一間基督教銘恩堂上水堂銘恩創奇坊 。居民日常消費需要通過連接平治樓的行人天橋或屋邨東側百和路天橋前往粉嶺公路北面的彩園廣場和上水市中心。除此以外，太平邨的設施還包括停車場、羽毛球場、籃球場、排球場、乒乓球桌、健體設施、兒童遊樂設施和休憩涼亭。
2018年，基滙資本向領展購入太平邨鋪位。

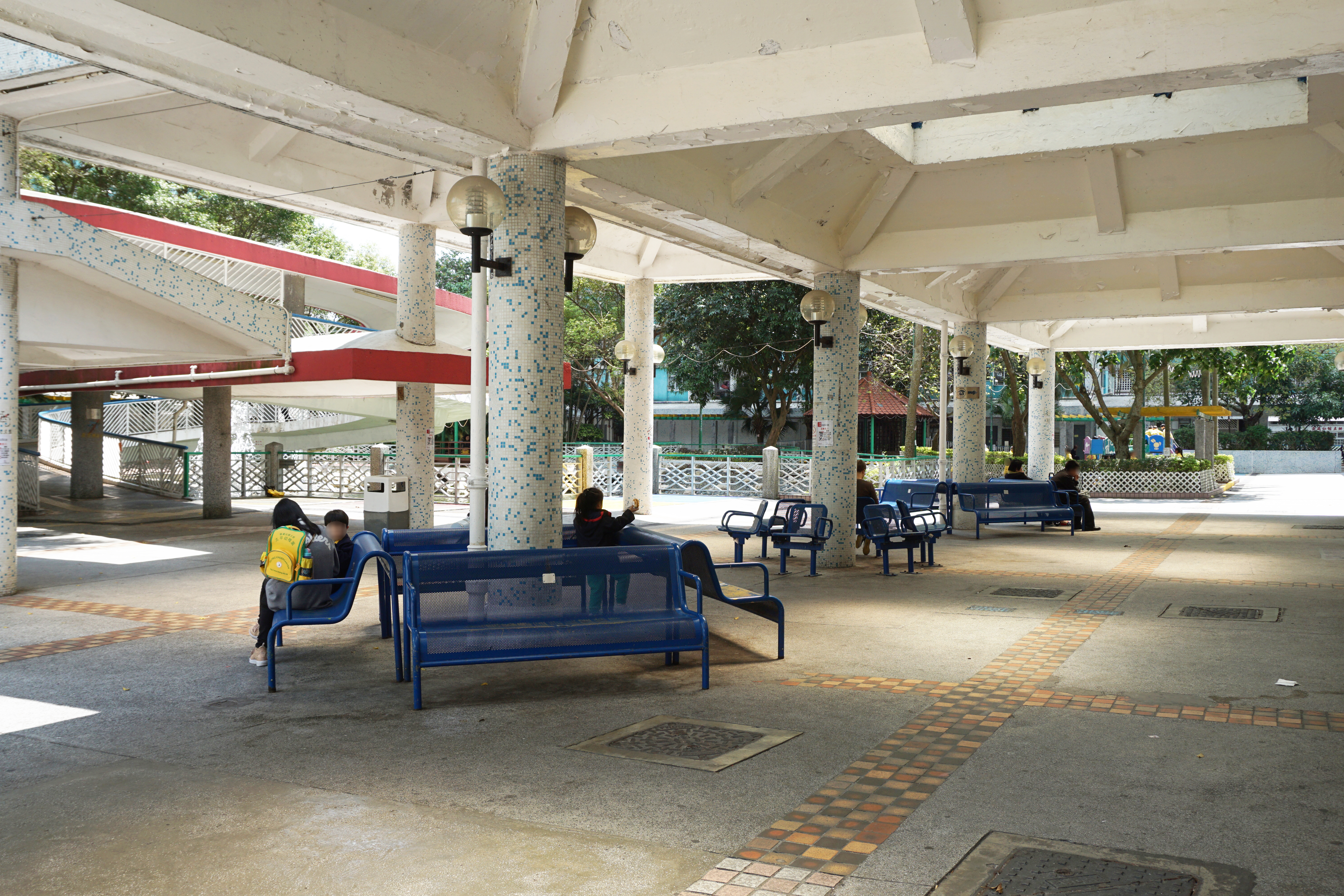
休憩區
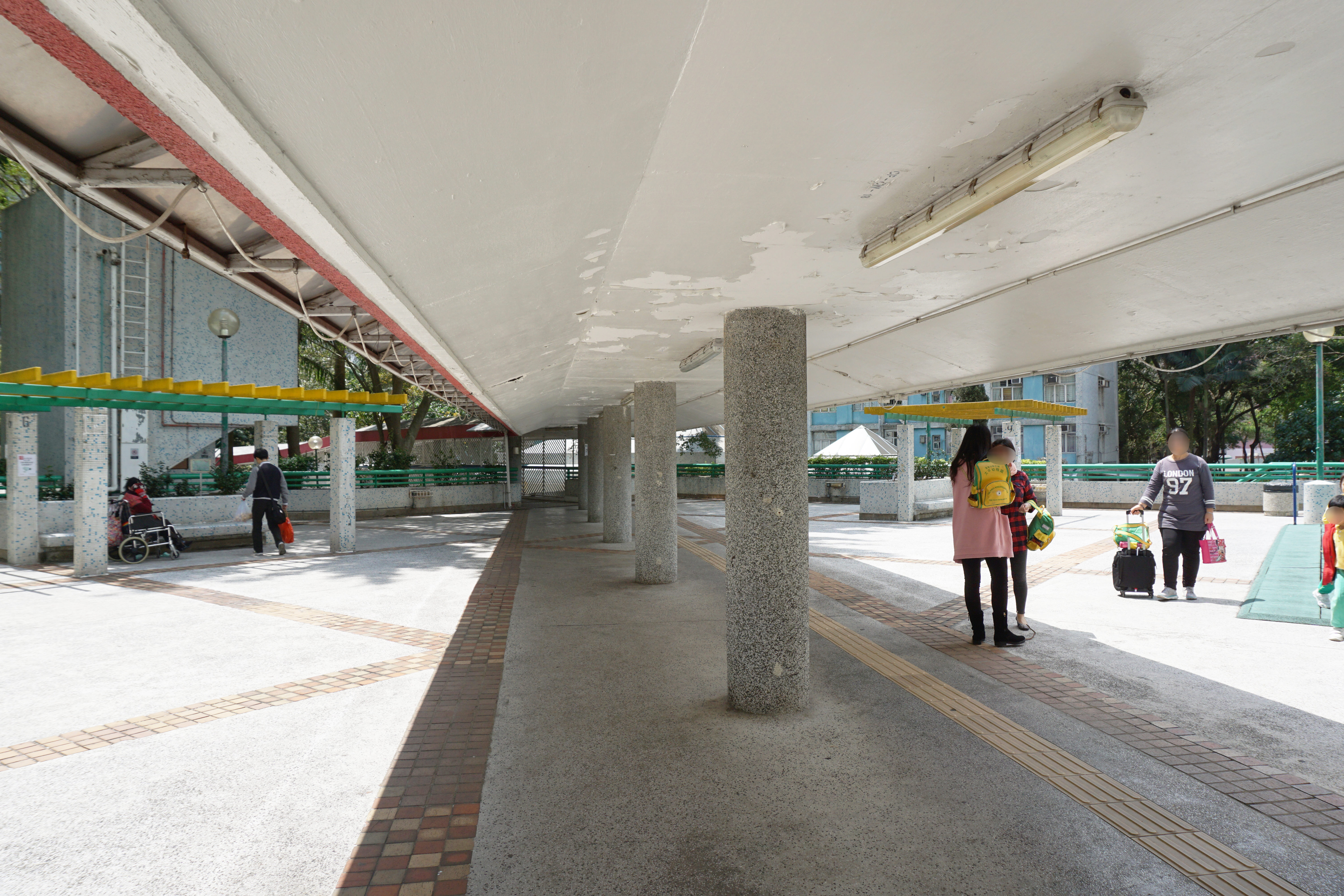
有蓋行人通道
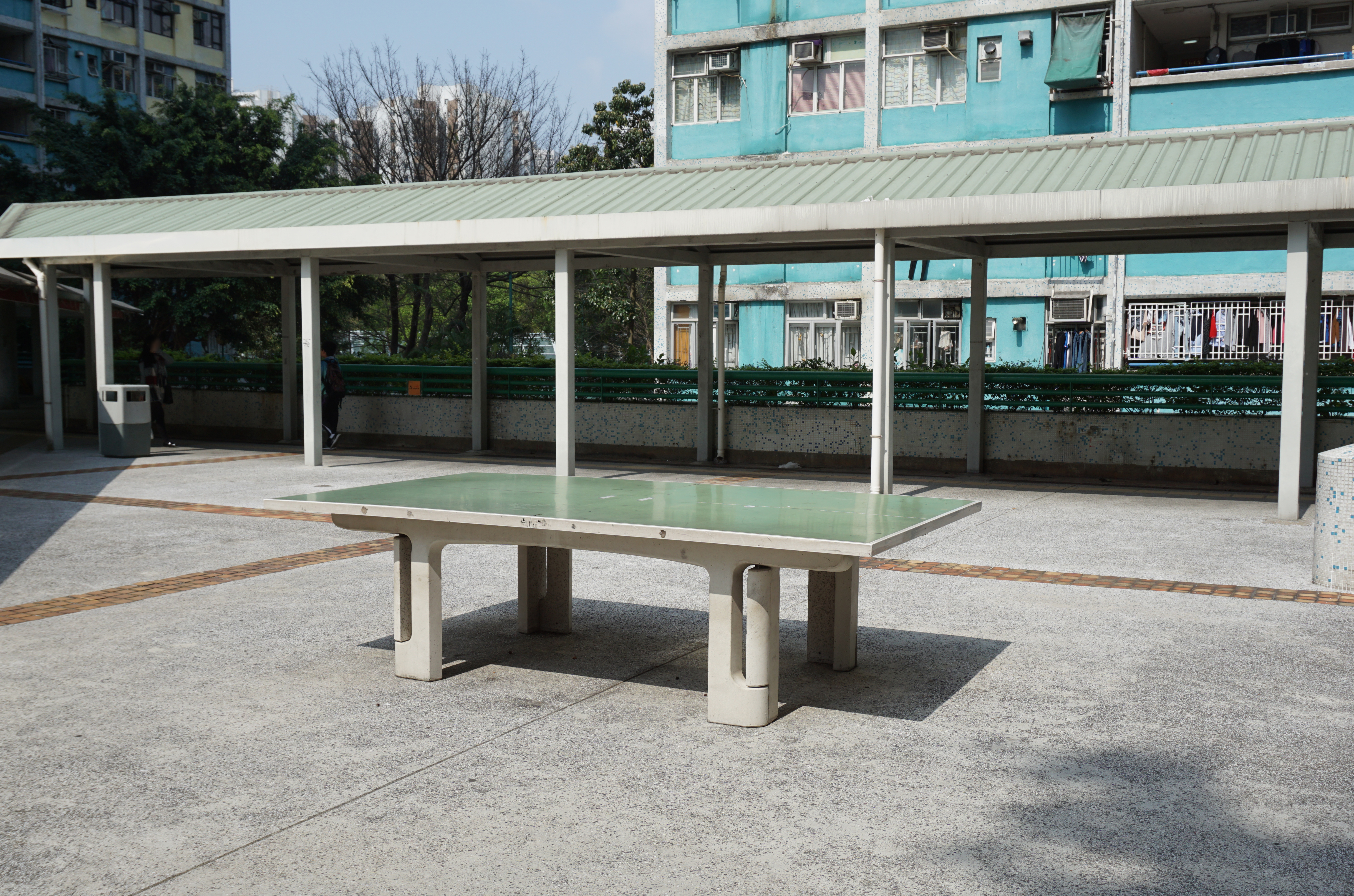
乒乓球檯
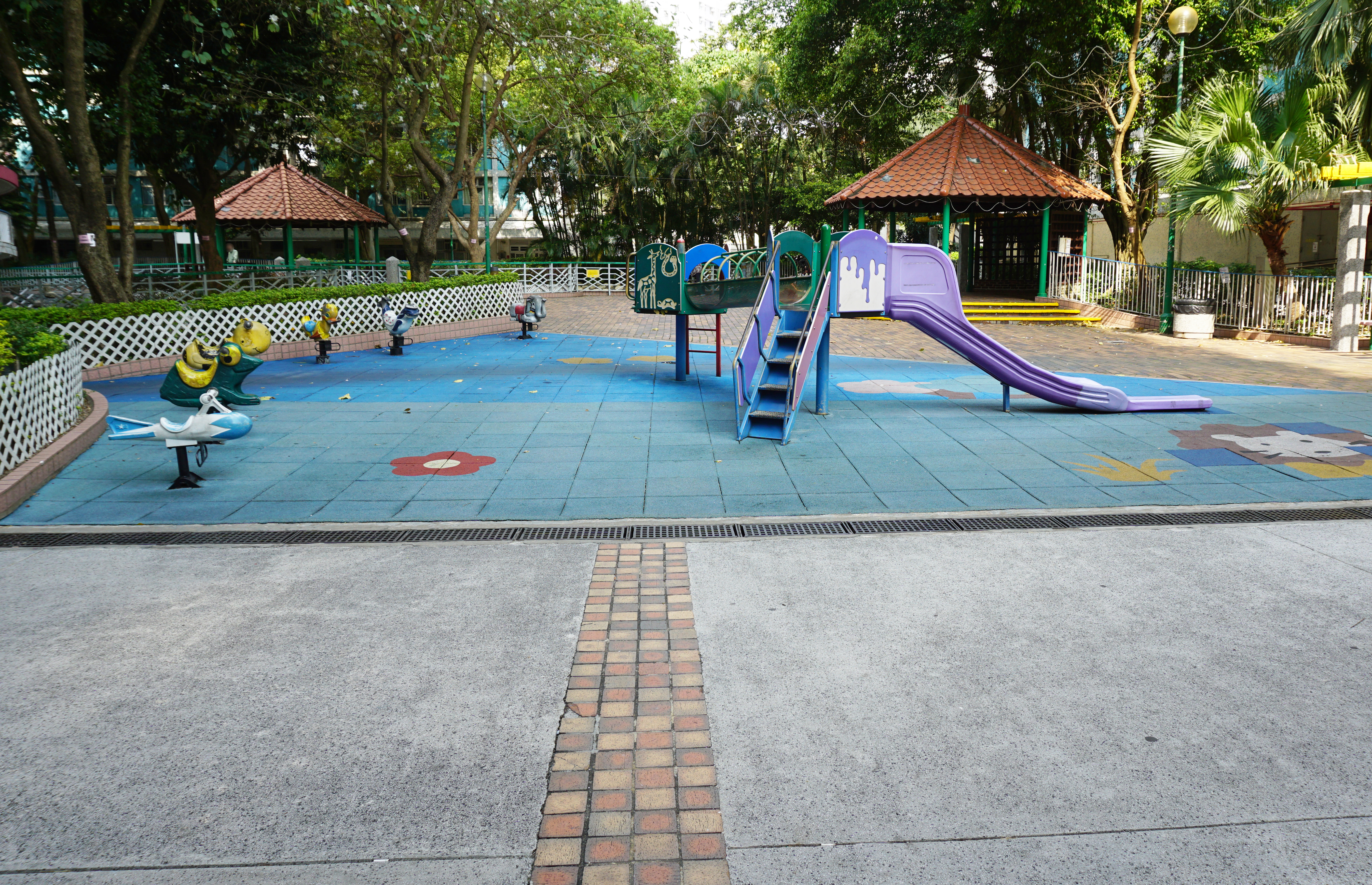
兒童遊樂場（2）
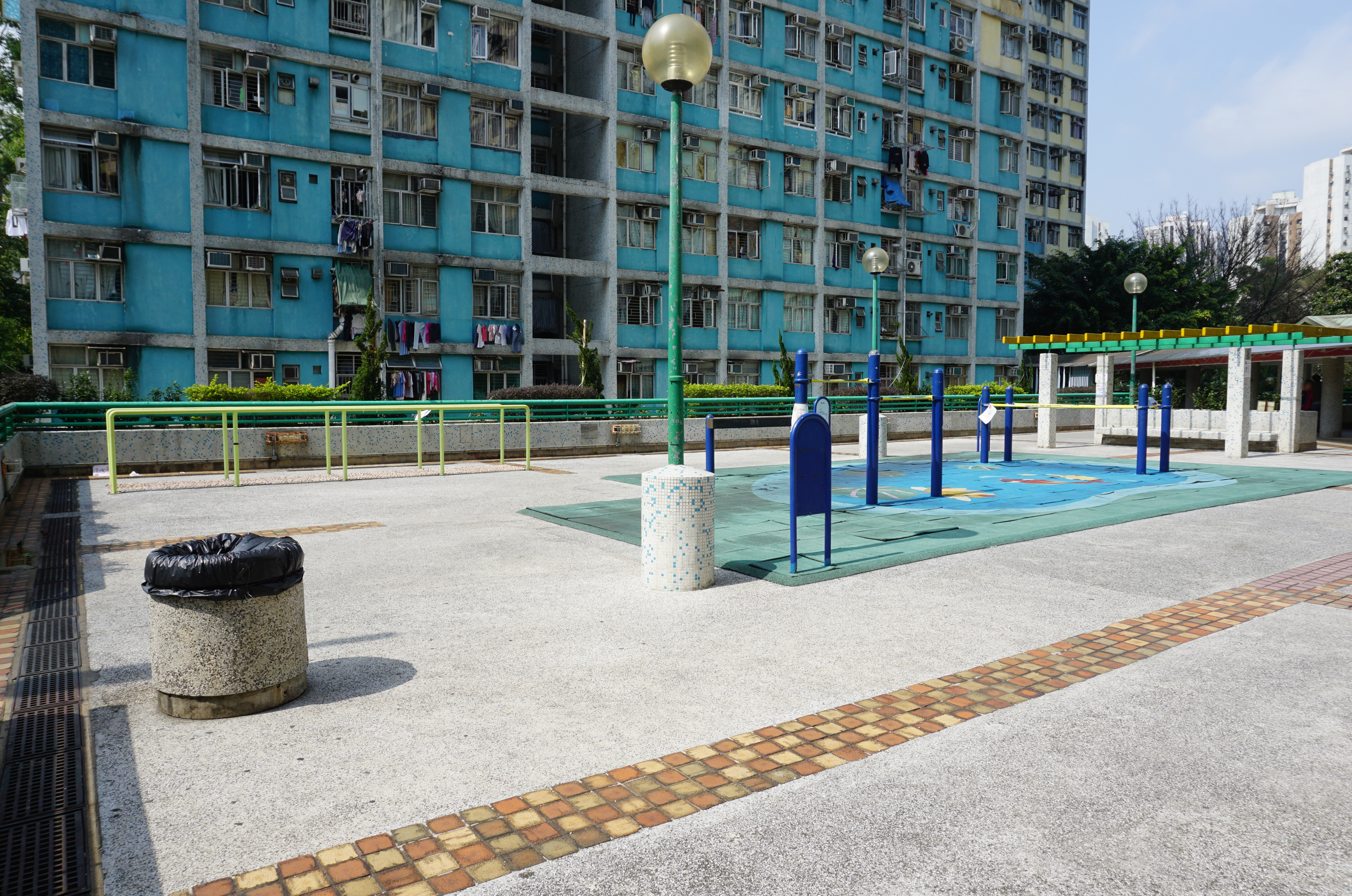
卵石路步行徑及健體區
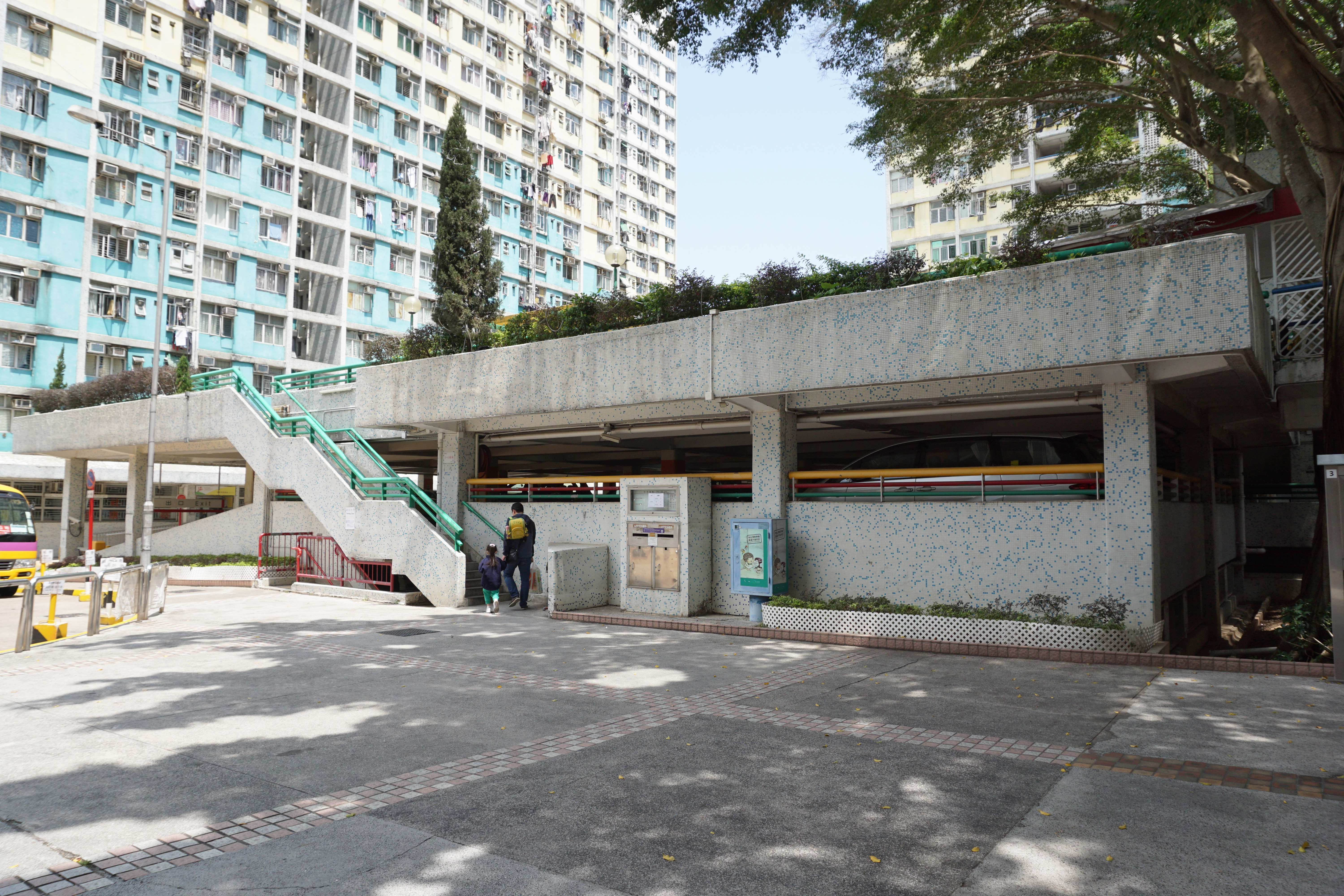
停車場及郵箱

## 毗鄰設施

### 學校
- 太平幼稚園 （页面存档备份，存于） （1989年創辦）（位於平易樓地下）

### 教堂
- 上水天主教基督之母堂 （页面存档备份，存于） （1990年創辦）（位於保平路11號）

### 醫院
- 北區醫院 （页面存档备份，存于）  （1998年創辦）（位於保健路9號）

### 護養院
- 佛教李莊月明護養院 （页面存档备份，存于） （1998年創辦）（位於保平路5號）

### 社區服務中心
- 基督教銘恩堂上水堂銘恩創奇坊 （页面存档备份，存于） （位於平熙樓地下110B號舖）
- 香港宣教會白普理上水家庭中心綜合家居照顧服務隊 （页面存档备份，存于） （位於平靜樓地下）
- 香港復康會社區復康網絡新界太平中心 （页面存档备份，存于）  （位於平治樓地下）

### 展能中心
- 匡智會 - 匡智太平中心 （页面存档备份，存于） (位於平治樓地下101-106室）

### 商店
- 7-Eleven便利店（位於平熙樓地下110A號舖）
- 學勤精研教育中心（位於平熙樓地下109號舖）

## 區議會選區及區議員
太平邨全邨所有樓宇的區議會選區，均屬於北區御太選區（N10），而御太選區的前任區議員為山下御太成員陳梓峯。

## 事件

### 2019冠狀病毒病疫情感染確診個案
2022年2月3日，政府公佈太平邨平易樓有居民確診，涉及2019冠狀病毒病Delta變異病毒株，暫被列為源頭不明個案

### 電訊發射基站危害健康致腦癌
2017年2月，《香港經濟日報》報道，平易樓頂樓一個位於天台多枝手機發射站之下的單位有3名住客在過去5年間被確診癌症，其中一人患腦癌，另一人亦懷疑有腦癌先兆，家人懷疑與發射站輻射有關，同樓中高層單位近年也有另一住客患腦癌去世。

## 外部連結
- 房屋署太平邨資料（页面存档备份，存于）